# محمدعیسی پورتراب
محمدعیسی پورتراب (زادهٔ ۱۳۱۵ در تهران) موسیقی‌دان و نوازندهٔ ویلنسل اهل ایران است.

## زندگی هنری
محمدعیسی پورتراب (محمد پورتراب) در سال ۱۳۱۵ در تهران متولد شد. او پس از پایان تحصیل دورهٔ ابتدایی به هنرستان عالی موسیقی راه یافت و نواختنِ ساز ویلنسل را نزد «هوشنگ سنجری»، «کاراپتیان» و «میشل خوتسیف» فرا گرفت. وی پس از پایان تحصیل در هنرستان موسیقی، به اتریش سفر رفت و در آکادمی موسیقی و هنرهای نمایشی وین به تحصیلات خود ادامه داد. پس از آن به ایران بازگشت و همکاری خود را با ارکسترسمفونیک تهران و ارکستر مجلسی رادیو تلویزیون ملی ایران آغاز کرد. او در کنار نوازندگی در ارکستر، به تدریس ویلنسل، تئوری موسیقی و سلفژ در هنرستان‌های موسیقی و دانشکدهٔ هنرهای زیبای دانشگاه تهران مشغول شد.
همایون خسروی و کریم قربانی از جمله شاگردان او بوده‌اند. وی پس از انقلاب ۱۳۵۷ ایران به اتریش مهاجرت نمود و به تدریس و فعالیت‌های هنری خود ادامه داد. او برادرِ مصطفی کمال پورتراب و امیرتیمور پورتراب است.